# Rysslands ekonomiska regioner
Ryssland delas in i tolv ekonomiska regioner, som är grupper av administrativa enheter som har
- gemensamma ekonomiska och sociala mål och deltagande i utvecklingsprogram,
- relativt lika ekonomiska förutsättningar och potential,
- lika klimatologiska, ekologiska och geologiska förutsättningar,
- lik teknisk utveckling,
- lik skattesättning och
- relativt lik levnadsstandard.

Inget federationssubjekt kan tillhöra mer än en ekonomisk region.
Ekonomiska regioner grupperas också i ekonomiska zoner (så kallade makrozoner). En ekonomisk region och dess delar kan tillhöra mer än en ekonomisk zon. Det är Rysslands federala regering som bestämmer över de ekonomiska regionernas och zonernas utformning och existens.
Indelningen i ekonomiska distrikt skiljer sig från indelningen i federala distrikt; den förra görs av rena ekonomiska och statistiska skäl, den senare av administrativa.

## Karta och lista
De ekonomiska regionerna fördelar sig enligt följande: